# England (Amazing Blondel)
| Recensione              | Giudizio    |
| ----------------------- | ----------- |
| AllMusic                | [ 1 ]       |
| Sputnikmusic            | 3.5 (Great) |
| Progarchives.com        | [ 3 ]       |
| Dizionario del Pop-Rock | [ 4 ]       |

England è un album degli Amazing Blondel, pubblicato dalla Island Records nel 1972.

## Tracce[6][7]
Lato A
1. The Paintings (Three Pastoral Settings for Voices, Flute, Guitars and Orchestra) – 17:31 (John David Gladwin)

Lato B
1. A Spring Air – 3:41 (John David Gladwin)
2. Cantus Firmus to Counterpoint – 3:21 (John David Gladwin, Edward Baird, Terence Alan Wincott)
3. Sinfonia for Guitar and Strings (dalla suite For My Ladys Delight) – 3:11 (Edward Baird)
4. Dolor Dulcis (Sweet Sorrow) – 3:25 (John David Gladwin, Edward Baird)
5. Lament to the Earl of Bottesford Beck – 3:10 (Terence Alan Wincott)

## Formazione
- Edward Baird - prima chitarra, voce, dulcimer, chitarra a 12 corde, percussioni
- Terence Alan Wincott - voce, flauto, recorders, harmonium, organo a canne, mellotron, bongos, percussioni assortite
- John David Gladwin - seconda chitarra, voce solista, contrabbasso, tabor, campane tubolari

Musicisti aggiunti
- Hopkins/Blondel/Ensemble condotto da Adrian Hopkins, Leader: Jack Laroque
- Adrian Hopkins - clavicembalo (brani: Sinfonia for Guitar and Strings (From the Suite For My Ladys Delight) e Dolor Dulcis (Sweet Sorrow))[8]

Note aggiuntive
- Amazing Blondel e Phil Brown - produttori
- Registrazioni effettuate al Island Studios di Londra (Inghilterra)
- Phil Brown - ingegnere delle registrazioni
- Tony, Mo, John, Grunt - assistenza extra
- David J. Rubio - fornitura chitarre
- Simms-Watt - amplificazione
- S. Sherbell - fotografia
- Colin Carr - dipinto copertina album
- CCS - grafica[9]